# آرامستان ارامنه بیمضرته
گورستان ارامنه بیمضرته با ابعاد ۲۰۰*۲۰۰ متر در شهرستان اشنویه، بخش نالوس، دهستان هق، روستای بیمضرته واقع شده و قدمت آن به سده هفتم هجری می‌رسد. نکتهٔ حائز اهمیت در خصوص این قبرستان وجود سنگ قبرهای سادهٔ فراوان در آن است. بقایای مخروبهٔ یک کلیسای قدیمی نیز در نزدیکی این قبرستان واقع شده که نشان از سکونت مسیحیان در ادوار گذشته در این منطقه دارد.
این اثر در تاریخ ۷ اسفند ۱۳۸۵ با شمارهٔ ثبت ۱۷۶۹۹ به‌عنوان یکی از آثار ملی ایران به ثبت رسیده است.